# حجر عبد الله (برارحة)
حجر عبد الله هي إحدى مشيخات المملكة المغربية، تتبع جغرافيا لإقليم تازة وإداريًا لبرارحة. يقدر عدد سكانها بـ 2595 نسمة حسب الإحصاء الرسمي للسكان والسكنى لسنة 2004.